# Oswaldo López Arellano
Pour les articles homonymes, voir López et Arellano (homonymie).
Oswaldo López Arellano, né le 30 juin 1921 à Danlí et mort le 16 mai 2010 à Tegucigalpa, est un militaire hondurien. Il est président de la République entre 1963 et 1971 et entre 1972 et 1975. Considéré comme un dictateur, il prend le pouvoir par la force à deux reprises.

## Biographie
López Arellano commence tôt sa carrière dans l'armée, accédant au grade de général après avoir servi durant une longue période en tant que colonel. En 1957, il participe brièvement à la junte militaire, à laquelle des élections mettent rapidement fin. En octobre 1963, il prend le pouvoir à la suite d'un coup d'État, dix jours avant le scrutin présidentiel. Il suspend les libertés constitutionnelles et le Parlement et ferme les journaux d'opposition.
Il accepte plus tard de nouvelles élections, remportées en juin 1971 par Ramón Ernesto Cruz Uclés. En décembre 1972, il reprend le pouvoir par un coup d'État militaire.
En 1975, la Securities and Exchange Commission des États-Unis révèle que la United Fruit Company a octroyé à López Arellano un pot-de-vin de 1,25 million de dollars et une promesse de 1,25 million supplémentaires, en échange de réductions des taxes à l'export des bananes. Ce scandale, connu au Honduras sous le nom de « Bananagate », fait cesser les activités commerciales avec la United Fruit. Le 22 avril 1975, Oswaldo López Arellano est démis de ses fonctions par un coup d'État militaire mené par l'un de ses généraux, Juan Alberto Melgar Castro.
López Arellano est par ailleurs le propriétaire d'une compagnie aérienne du Honduras, la SAHSA (en) (Servicio Aéreo de Honduras SA).